# Färöischer Fußballpokal der Frauen 2006
Der Färöische Fußballpokal der Frauen 2006 fand zwischen dem 2. April und 1. Juli 2006 statt und wurde zum 17. Mal ausgespielt. Im Endspiel, welches im Tórsvøllur-Stadion in Tórshavn auf Naturrasen ausgetragen wurde, siegte KÍ Klaksvík mit 2:0 gegen AB Argir und konnte den Pokal somit zum fünften Mal gewinnen.
KÍ Klaksvík und AB Argir belegten in der Meisterschaft die Plätze eins und drei, dadurch erreichte KÍ Klaksvík das Double. Titelverteidiger B36 Tórshavn schied hingegen im Halbfinale aus.
Für KÍ Klaksvík war es der fünfte Sieg bei der zehnten Finalteilnahme, für AB Argir die erste Finalteilnahme überhaupt.

## Teilnehmer
Teilnahmeberechtigt waren folgende zehn A-Mannschaften der ersten und zweiten Liga:
| 1. Deild                                                                                  | 2. Deild                 |
| AB Argir B36 Tórshavn EB/Streymur GÍ Gøta HB Tórshavn KÍ Klaksvík NSÍ Runavík SÍ Sørvágur | ÍF Fuglafjørður VB/Sumba |

## Modus
Sechs ausgeloste Mannschaften waren für das Viertelfinale gesetzt. Die verbliebenen Mannschaften spielten in einer Runde die restlichen beiden Teilnehmer aus. Alle Runden wurden im K.-o.-System ausgetragen.

## 1. Runde
Die Partien der 1. Runde fanden am 2. und 5. April statt.
|             | Ergebnis      |             |
| ----------- | ------------- | ----------- |
| GÍ Gøta     | 1 w/o 1       | VB/Sumba    |
| EB/Streymur | 2 2:0 (0:0) 2 | SÍ Sørvágur |

## Viertelfinale
Die Viertelfinalpartien fanden am 13. und 26. April statt.
|              | Ergebnis      |                 |
| ------------ | ------------- | --------------- |
| B36 Tórshavn | 1 w/o 1       | ÍF Fuglafjørður |
| EB/Streymur  | 0:1 (0:1)     | KÍ Klaksvík     |
| NSÍ Runavík  | 1:4 (0:2)     | GÍ Gøta         |
| AB Argir     | 2 3:0 (2:0) 2 | HB Tórshavn     |

## Halbfinale
Die Hinspiele im Halbfinale fanden am 10. Mai statt, die Rückspiele am 28. Mai.
|             | Gesamt |              | Hinspiel  | Rückspiel |
| ----------- | ------ | ------------ | --------- | --------- |
| AB Argir    | 5:3    | B36 Tórshavn | 3:1 (2:0) | 2:2 (1:1) |
| KÍ Klaksvík | 8:0    | GÍ Gøta      | 2:0 (1:0) | 6:0 (2:0) |

## Finale
| Paarung        | KÍ Klaksvík – AB Argir |
| Ergebnis       | 2:0 (2:0) |
| Datum          | 1. Juli 2006 |
| Stadion        | Tórsvøllur, Tórshavn |
| Schiedsrichter | Jón Sigurð Gleðisheygg (Eiði) |
| Tore           | 1:0 Vivian Bjartalíð (11.) 2:0 Malena Josephsen (18.) |
| KÍ Klaksvík    | Randi Wardum – Anja Sjóstein, Ragna B. Patawary (32. Maria Ziskason), Paula Mikkelsen, Paula Sjóstein – Bára S. Klakstein, Vivian Bjartalíð (86. Sigrid Jacobsen), Elsa Maria Simonsen – Rannvá B. Andreasen, Kristina Eyðbjørnsdóttir, Malena Josephsen Cheftrainer: Jón Harald Poulsen             |
| AB Argir       | Simona Heinesen – Vilhelmina Olsen, Durita S. Jørgensen (45. Rannvá G. Jarnskor) – Rudi Rasmussen, Valgerð Andreasen (84. Rakul Jógvansdóttir), Asta E. Magnussen , Kristina D. Simonsen, Hellen Haraldsen – Elin Kathrina Haraldsen, Olga Kristina Hansen, Rannvá Poulsen Cheftrainerin: Malan Mohr |
| Gelbe Karten   | keine – Rannvá G. Jarnskor |

## Torschützenliste
Bei gleicher Anzahl von Treffern sind die Spielerinnen nach dem Nachnamen alphabetisch geordnet.
| Platz | Spieler                 | Verein      | Tore |
| ----- | ----------------------- | ----------- | ---- |
| 1     | Malena Josephsen        | KÍ Klaksvík | 04   |
| 2     | Rannvá B. Andreasen     | KÍ Klaksvík | 03   |
| 2     | Olga Kristina Hansen    | AB Argir    | 03   |
| 2     | Elin Kathrina Haraldsen | AB Argir    | 03   |
| 5     | Vivian Bjartalíð        | KÍ Klaksvík | 02   |
| 5     | Hanna I. Højgaard       | GÍ Gøta     | 02   |